# Забаринский, Ахиллес Иванович
Ахиллес Иванович Забаринский (Заборинский) (1820—1895) — русский государственный и общественный деятель, начальник штаба по морскому и сухопутному ведомству при генерал-губернаторе Восточной Сибири Н. Н. Муравьеве-Амурском, автор воспоминании.

## Биография
Из дворян Кобелякского уезда. Владел усадьбой в селе Чорбовка Полтавской губернии (сейчас — Кобелякский район Полтавской области). В усадьбе у него, кроме земельного надела, был еще большой конный завод, где выращивали арабских скакунов, кожная фабрика и  мельница.
Службу начал в лейб-гвардии Преображенском полку, откуда поступил в Академию Генерального Штаба, которую окончил в 1842 году.
Был командирован в распоряжение генерал-губернатора Восточной Сибири Н. Н. Муравьева-Амурского, где занял место начальника штаба по морскому и сухопутному ведомствам. Производил геодезические и гравировальные работы, за что был удостоен монаршего благоволения. Вместе с Михаилом Волконским был поручителем со стороны жениха при венчании капитана I ранга Геннадия Ивановича Невельского и Екатерины Ивановны Ельчаниновой в Иркутске в апреле 1851 года.
В 1857 году возвратился в Полтавскую губернию, где с 1860 по 1877 год был председателем губернской палаты. В 1877 году ушёл в отставку с чином тайного советника. Много лет состоял президентом Полтавского сельскохозяйственного общества, уездным и городским гласным.

## Семья

Ольга Александровна, жена

Был дважды женат. Дети от первого брака:
- Александр (1850—1872), был убит на дуэли, его могила расположена в Александро-Невской Лавре (рядом с могилой Натальи Гончаровой).[3]
- Марья, в замужестве Гаццари.[3]

Вторая жена — Ольга Александровна Ротчева (1838—1914), дочь последнего коменданта Форта-Росс Александра Гавриловича Ротчева от брака с княжной Гагариной. Родилась на пароходе в Атлантическом океане. По воспоминаниям современников — редкая красавица. Её свадьба состоялась 27 мая 1856 года в Иркутске. Проживая в имении своего мужа, была попечительницей Кобелякской женской гимназии. С переездом в Полтаву в 1878 году в течение 35 лет состояла попечительницей Полтавской Мариинской женской гимназии, председательницей попечительства о слепых и принимала вообще деятельное участие во многих благотворительных организациях. Дети:
- Павел — сведений о нём не сохранилось.[3]
- Пётр (1857—1915) — русский энтомолог, написал несколько работ по естествознанию.[6][11]

## Труды
- А. Заборинский. «Гр. Н. Н. Муравьев-Амурский в 1846 — 56 годах» («Русская Старина», 1883)